# Scott McDonald
Scott McDonald (1983. augusztus 21. –) ausztrál válogatott labdarúgó, csatár. Bár szülei skótok, Melbourneben született. Ő lett a 2007–2008-as szezonban a Scottish Premier League gólkirálya. Jelenleg az ausztrál Brisbane Roar játékosa.

## Klubkarrier

### A kezdetek
McDonald különböző kiscsapatok (Doveton, Casey Cornets, Cranbourne Cornets) után a Gippsland Falcons csapatában mutatkozott be az ausztrál első osztályban, mindössze 14 évesen, amivel a klub történetének legfiatalabb korában pályára lépő játékosává vált. A Southamptonban mindössze egyszer volt kezdő, és kétszer lépett pályára csereként. Kölcsönadták a Huddersfield Town-nak, majd a Bournemouth-nak is, e csapatokban már rendszeresen játéklehetőséget kapott, gólokat rúgott, ellenben a Wimbledonban szintén többnyire a kispadot koptatta. Végül 2004-ben kikötött a Motherwellben.

### A Motherwellben
Miután 2004 telén a Motherwellbe igazolt, nehezen lendült játékba, a szezon hátralévő részében mindössze 1 gólt lőtt. A következő idényben viszont már 15-öt, amelyek közül a Celtic elleni duplája a legemlékezetesebb, ezeknek a találatoknak köszönhetően nyerte meg a Celtic helyett a Rangers a bajnokságot.
A 2005–2006-os szezonban 35 meccsen 11, a következő idényben 32 találkozón 15 találatot ért el.
2007 januárjában a Motherwell a Rangers 400 000 fontos vételárát még visszautasította, márciusban azonban hivatalossá vált, hogy McDonald 700 000 fontért kedvenc gyerekkori csapatához, a Celtichez igazol. Összesen 109 bajnokit játszott a Motherwellben, ezeken 42 gólt szerzett.

### A Celticben
Új csapatában, a glasgowi Celticben a Szpartak Moszkva elleni BL-selejtezőn debütált a Luzsnyiki Stadionban. Első gólját a visszavágón, a Celtic Parkban szerezte. Első SPL-gólját pár nappal később, a St. Mirren ellen lőtte Gary Caldwell passzából. Több ízben is nagyszerűen játszott, első számú csatárrá vált, megelőzve Jan Vennegoor of Hesselinket. A Milan elleni BL-összecsapáson például az utolsó percben szerezte meg a győztes gólt. 36 meccsen szerzett 25 találatot, ezzel gólkirály lett, és jelölték a „Szezon legjobb játékosa” címre is, melyet azonban végül nem ő kapott meg. Az idény során két mesterhármas lőtt, a Dundee United és korábbi klubja, a Motherwell ellen. 2008 júniusában öt évvel meghosszabbították a szerződését.

### A Middlesbrough-ban
2010. január 7-én a Celtic elutasította a Premier League-ben szereplő Wigan Athletic ajánlatát az ausztrál támadóért, de február 1-jén, az átigazolási piac lezárultának napján 3,5 millió font ellenében eladta őt a másodosztályú Middlesbrough FC-nek. Itt csatlakozott hozzá Gordon Strachan, akivel már dolgozott együtt a Celtic-nél és a Southampton-nál is, valamint csatlakozott 4 volt csapattársa is, Willo Flood, Barry Robson, Chris Killen és Stephen McManus. Február 16-án kihagyta a Blackpool ellen 2-0-ra elvesztett meccsen az általa rúgott büntetőt. Azonban nemsokára megrúgta az első gólját is új csapatában a Newcastle United FC ellen a Tyne-Tees-derbinek is nevezett meccsen március 13-án.
A 2010–2011-es szezon jól indult számára, két meccsen két gólt szerzett az Ipswich Town FC és a Chesterfield FC ellen a Ligakupában. 2010. november 9-én ő szerezte a második gólt a Middlesbrough Scunthorpe United FC elleni 2-0-s győzelme alkalmával. 2011. március 1-jén gólt lőtt a Nottingham Forest FC ellen 1-1-re végződött összecsapáson, a következő találata a Watford elleni 2-1-es Boro-siker alkalmával született március 19-én.

## A válogatottakban
McDonald játszott az U17-es, az U20-as és az U23-as ausztrál válogatottakban is, az U20-ast csapatkapitányként vezette a 2003-as U20-as világbajnokságon, ám hiába verték meg a csoportkörben a későbbi győztes brazilokat is, a nyolcaddöntőben 1-0-ra kikaptak a házigazda Egyesült Arab Emírségektől.
Szülei skótok, így ekkor még játszhatott volna akár a skót válogatottban is, végül azonban nem így döntött. 2006. február 22-én Bahrein ellen mutatkozott be az ausztrál válogatottban egy Ázsia-kupa-selejtezőn. Gólt eddigi 24 meccsén még nem lőtt.

## Sikerek
- Scottish Premier League-győztes: 2007–2008

## Érdekességek
- 2006. november 25-én a Falkirk ellen 4:2-re megnyert meccsen fontos gólt lőtt: ez volt a Scottish Premier League történetében az 5000. találat az 1998-as kezdet óta.
- 2007 decemberében a BBC a 2006–2007-es szezon legjobbjának választotta, mivel nyolc alkalommal is elnyerte a 'Meccs legjobbja' címet.
- A 2007–2008-as szezonban még 27-es mezszámmal játszott, 2008–2009-ben azonban már megkapta - legnagyobb örömére - a 7-est, amiben annak idején Henrik Larsson és Jimmy Johnstone futballozott.
- Igazi Old Firm-specialistának mondhatja magát, hiszen 2008 áprilisában duplázott és tizenegyest harcolt ki a Rangers ellen, december 27-én az Ibroxban a meccset eldöntő egyetlen gólt rúgta, 2010 januárjában pedig ismét betalált az ősi rivális kapujába, így négyre növelte az Old Firmeken szerzett góljainak a számát.

## Külső hivatkozások
- A Footballdatabase-en (angolul)
- A Soccerbase-en (angolul)
- A Celtic honlapján (angolul)